# Тім Тейлор (хокеїст)
Тім Тейлор (англ. Tim Taylor; 6 лютого 1969, м. Стретфорд, Канада) — канадський хокеїст, центральний нападник.
Виступав за «Лондон Найтс» (ОХЛ), «Балтимор Скіпджекс» (АХЛ), «Гамільтон Канакс» (АХЛ), «Адірондак Ред-Вінгс» (АХЛ), «Детройт Ред-Вінгс», «Бостон Брюїнс», «Нью-Йорк Рейнджерс», «Тампа-Бей Лайтнінг».
В чемпіонатах НХЛ — 746 матчів (73+94), у турнірах Кубка Стенлі — 89 матчів (2+12).  
Брат: Кріс Тейлор.
Досягнення
- Володар Кубка Стенлі (1997, 2004)

Нагорода
- Трофей Джона Б. Солленбергера (1994)